# Juzefs Petkēvičs
Juzefs Petkēvičs (* 19. Dezember 1940 in Riga; † 1. Mai 2024; Schreibweise beim Weltschachbund FIDE Jusefs Petkevich) war ein lettischer Schachspieler.
Die Meisterschaft der lettischen SSR konnte er zweimal gewinnen: 1974 (geteilter Erster mit Vladimirs Kirpičņikovs) und 1985 (geteilter Erster mit Alvis Vitolinš). Er spielte für Lettland bei drei Schacholympiaden: 1994, 1996 und 1998. Mehrmals spielte er für die Lettische SSR bei den sowjetischen Mannschaftsmeisterschaften (1967, 1975 und 1979). 
Im Jahr 2002 wurde er in Naumburg Schachweltmeister der Senioren.
Im Jahre 1980 wurde ihm der Titel Internationaler Meister (IM) verliehen, 2002 der Titel Großmeister (GM).
Er starb am 1. Mai 2024 im Alter von 83 Jahren.
| Hier fehlt eine Grafik, die leider im Moment aus technischen Gründen nicht angezeigt werden kann. Wir arbeiten daran! |